# 北京市通州区教育委员会
39°54′21″N 116°38′41″E / 39.90571°N 116.64466°E
北京市通州区教育委员会是北京市通州区人民政府的一个部门。

## 领导
2021年2月，本机构的领导为：
- 刘青松：区委教育工委书记。工作分工：主持区委教育工委全面工作。
- 申键：区委教育工委副书记、区教委主任、区政府教育督导室主任。工作分工：主持区教委全面工作。分管审计科。
- 李少杰：区委教育工委委员、区教委一级调研员。工作分工：主要负责教育督导工作。分管督导科。
- 王秀东：区委教育工委副书记。工作分工：主要负责教育系统党的建设、宣传、统战、维稳、老干部、人事管理、机关、外事、接诉即办等方面工作。分管党建科、宣传科、人事科、办公室。联系离退休教职工活动中心、教师服务中心、教育党校、老教育工作者协会、教育系统关工委、街道（乡镇）教委办。
- 袁静华：区委教育工委委员、区教委副主任。工作分工：主要负责职业教育、成人教育、校外教育、体育、美育、卫生、语言文字等方面工作。分管职业与成人教育科、体育美育科。联系中小学卫生保健所、青少年活动中心。
- 宋坤一：区委教育工委委员、区教委副主任。工作分工：主要负责基建、财务和学生资助等方面工作。分管基建科、财务科。联系教育服务中心、教育设备中心。
- 李跃松：区委教育工委委员、区教委三级调研员。工作分工：主要负责群团方面工作。分管教育工会、教育团委。
- 付树华：区委教育工委委员、区教委副主任。工作分工：主要负责教科研、信息化、招生考试、中小学教育教学、德育等方面工作。分管小教科、中教科。联系教育考试中心、教师研修中心、教育信息中心、教育学会。
- 史建广：区委教育工委委员、区教委副主任。工作分工：主要负责学前教育、规划、行政审批、义务教育入学、法治、安全、校园周边环境综合整治等方面工作；负责本区民办教育及教育类社会团体的管理工作；协助专职副书记负责教育系统接诉即办工作。分管学前教育科、发展规划科（审批科）、法治安全科。联系教育咨询服务中心。
- 吕轮超：区教委副主任（挂职一年）。工作分工：协助分管职业教育、成人教育、校外教育、体育、美育、卫生、语言文字等方面工作。协助联系中小学卫生保健所、青少年活动中心。
- 郭栋：区教委副主任（挂职一年）。工作分工：协助分管教育督导、教科研、信息化、考试等工作。协助联系教育考试中心、教师研修中心、教育信息中心。
- 李顺林：区教委四级调研员。工作分工：主要负责民办教育机构的监督管理工作。分管民办教育服务中心。

## 机构设置
2021年2月，本机构下设：
- 办公室
- 党建科
- 宣传科
- 发展规划科（审批科）
- 基建科
- 学前教育科
- 小教科
- 中教科
- 职业与成人教育科
- 体育美育科
- 督导科
- 法治安全科
- 审计科
- 财务科
- 人事科
- 教育工会
- 团委
- 通州区教育咨询服务中心
- 通州区教师服务中心
- 通州区教育信息中心
- 通州区教师研修中心
- 通州区教育技术设备中心
- 通州区离退休教职工活动中心
- 通州区教育服务中心
- 通州区青少年活动中心
- 通州区中小学卫生保健所
- 通州区民办教育服务中心
- 通州区教育考试中心